# Thomas Cecil Hunt
Thomas Cecil Hunt, britanski general, * 5. junij 1901, † 22. december 1980.